# Pete Beyer
Pete Beyer (ur. 27 stycznia 1987) – brytyjski biathlonista, trzykrotny uczestnik mistrzostw świata w biatlonie, gdzie najlepszym zajętym jego miejscem była 25 lokata w sztafecie podczas mistrzostw świata w Pjongczangu.

## Osiągnięcia

### Mistrzostwa świata juniorów
| Rok  | Miejscowość | Miejsce | Konkurencja       |
| ---- | ----------- | ------- | ----------------- |
| 2008 | Ruhpolding  | 70.     | bieg indywidualny |
| 2008 | Ruhpolding  | 60.     | sprint            |
| 2008 | Ruhpolding  | 58.     | bieg pościgowy    |

### Mistrzostwa Świata
| Miejsce | Dzień     | Rok  | Miejscowość     | Konkurencja                | Strzelanie | Czas biegu     | Strata       | Zwycięzca            |
| ------- | --------- | ---- | --------------- | -------------------------- | ---------- | -------------- | ------------ | -------------------- |
| 114.    | 14 lutego | 2009 | Pjongczang      | sprint na 10 km            | 2          | 31:20,2 min    | +7:03,7 min  | Ole Einar Bjørndalen |
| 92.     | 17 lutego | 2009 | Pjongczang      | bieg indywidualny na 20 km | 6          | 1:02:53,1 min  | +10:25,1 s   | Ole Einar Bjørndalen |
| 25.     | 22 lutego | 2009 | Pjongczang      | sztafeta 4 × 7,5 km        | 8+16       | 1:20:08,0 min  | +12:03,9 min | Norwegia             |
| 72.     | 5 marca   | 2011 | Chanty-Mansyjsk | sprint na 10 km            | 1          | 27:53,2 min    | +3:19,2 min  | Arnd Peiffer         |
| 91.     | 8 marca   | 2011 | Chanty-Mansyjsk | bieg indywidualny na 20 km | 5          | 58:41,6 min    | +10:11,7 s   | Tarjei Bø            |
| LPD.    | 11 marca  | 2011 | Chanty-Mansyjsk | sztafeta 4 × 7,5 km        | 0+8        | 0:00:00,00 min | +0:00,0 min  | Norwegia             |
| 129.    | 3 marca   | 2012 | Ruhpolding      | sprint na 10 km            | 3+3        | 32:26.5 min    | +8:07.9 min  | Martin Fourcade      |
| 103.    | 6 marca   | 2012 | Ruhpolding      | bieg indywidualny na 20 km | 0+0+1+1    | 57:19.5 min    | +10:31.3 min | Jakov Fak            |
| LPD.    | 9 marca   | 2012 | Ruhpolding      | sztafeta 4 × 7,5 km        | 3+14       | 0:00:00,00 min | +0:00,0 min  | Norwegia             |